# Javi Chou
Javier Chou, conocido como Javi Chou (Murcia, 1981), es un actor, humorista y modelo español, conocido por interpretar el papel de Martín Enraje en la telenovela Acacias 38.

## Biografía
Javi Chou nació el 16 de diciembre de 1981 en Murcia (España), y además de actor también es humorista y también se dedica al teatro.

## Carrera
Javi Chou estudió interpretación textual en ESAD de 2002 a 2006, y al finalizar sus estudios obtuvo su título. En 2003 y 2004 realizó un curso de interpretación ante la cámara con Jorge Izquierdo en Murcia. Posteriormente siguió varios cursos como uno de clowns con Pablo Gomis (2012), uno de casting Tonucha Vidal, Eva Leire, Yolanda Serrano, Elena Arnao, Juana Martínez, Rosa Estévez y Carmen Utrilla (2013-2017, 2019) improvisación con Carles Castillo actuando ante la cámara con Alfonso Albacete (2019).
En 2003 hizo su primera aparición como actor en la película El sueño de Paco. En 2015 interpretó el papel de Joserra en la película Ocho apellidos catalanes dirigida por Emilio Martínez-Lázaro. Al año siguiente, en 2016, interpretó el papel de Carlos en el cortometraje Carmín dirigido por Silvia Conesa. En 2016 y 2017 fue elegido por TVE para interpretar el papel de Martín Enraje en la telenovela emitida por La 1 Acacias 38 y donde actuó junto a actores como Marita Zafra, Sandra Marchena, Mariano Llorente, Carlos Serrano -Clark, Alba Brunet, David Venancio Muro and Rubén de Eguía. En esta última telenovela regresó en 2020 bajo la apariencia del personaje Martínez, un vendedor de maní. En 2017 protagonizó la serie El Americanacho. En 2019 y 2020 se unió al elenco de la serie El embarcadero, en el papel de Fermín y donde protagonizó junto al actor Álvaro Morte.

## Filmografía

### Cine
| Año  | Título                   | Personaje | Director               |
| ---- | ------------------------ | --------- | ---------------------- |
| 2003 | El sueño de Paco         |           |                        |
| 2015 | Ocho apellidos catalanes | Joserra   | Emilio Martínez-Lázaro |

### Televisión
| Año             | Título          | Personaje            | Notas         |
| --------------- | --------------- | -------------------- | ------------- |
| 2016-2018, 2020 | Acacias 38      | Martín Enraje        | 490 episodios |
| 2016-2018, 2020 | Acacias 38      | Martínez             | 490 episodios |
| 2017            | El Americanacho | Seguridad aeropuerto | 1 episodio    |
| 2019-2020       | El embarcadero  | Fermín               | 4 episodios   |

### Cortometrajes
| Año  | Título | Personaje | Director      |
| ---- | ------ | --------- | ------------- |
| 2016 | Carmín | Carlos    | Silvia Conesa |

## Teatro
| Año       | Título                                  | Autor                      |
| --------- | --------------------------------------- | -------------------------- |
| 2008      | Orquesta de las Señoritas               |                            |
| 2009-2010 | Pigmalión                               |                            |
| 2009-2010 | Cruzando las Galaxias                   |                            |
| 2010      | Torito Bravo                            |                            |
| 2010      | La Nuca Teatro                          |                            |
| 2010      | Las Veladas del Emperador               |                            |
| 2011      | Casa con dos puertas mala es de guardar | Pedro Calderón de la Barca |
| 2013      | Mirada Country                          |                            |
| 2013-2014 | El No                                   |                            |
| 2015      | Sueño de una noche de Verano            |                            |
| 2016      | Chouspeare                              | William Shakespeare        |
| 2017      | Infiltrados en la comedia               |                            |
| 2018      | Murcianos                               |                            |
| 2019      | Murcia Attacks!                         |                            |